# Caroline Winberg
Caroline Maria Winberg (nacida el 27 de marzo de 1985) es una modelo y actriz sueca.

## Primeros años
Caroline Winberg nació en Sollentuna, Suecia. Winberg, era una joven de 15 años aspirante a futbolista profesional en el AIK Estocolmo de Solna, un barrio al norte de las afueras de Estocolmo, cuando, de camino a un entrenamiento, se cruzó con Cesar Wintland que le sugirió que considerarse hacer carrera como modelo.

## Carrera
Winberg empezó su carrera como modelo a la edad de 16 años, y un año más tarde estaba contratando trabajos locales y apareciendo en anuncios publicitarios para compañías regionales. Pronto le echó el ojo a varias renombradas agencias, incluyendo Women Model Management, Why Not Milan y Dominique Brussels – y se encontró a sí misma haciendo campañas para diseñadores como Valentino, Versace, Oscar de la Renta, Escada, y Armani. También ha estado en campañas para D&G, Tommy Hilfiger, Adidas by Stella McCartney, Rolex, Chloé, Armani, Ralph Lauren y Neiman Marcus, y ha realizado portadas para varias ediciones internacionales de Vogue. Desfiló en la Victoria's Secret Fashion Show cada año desde 2005 hasta 2011. Además también apareció en el desfile Fashion For Relief de Naomi Campbell para la White Ribbon Alliance que recauda fondos para ayudar a las madres de Haitíen 2010. Hizo su debut en la interpretación con la película de 2011 Limitless, apareciendo junto con Bradley Cooper y Robert De Niro. Winberg es la presentadora de Sweden's Next Top Model (ciclo 6), a pesar de haber sido previamente criticada en el programa Top Model. Caroline también es una de las tres supermodelos entrenadoras en The Face UK.